# Mutiu Adepoju
Mutiu Adepoju, född 22 december 1970 i Ibadan i Nigeria, är en nigeriansk före detta fotbollsspelare som har spelat för flera stora klubbar i Europa samt tre VM för Nigeria.

## Klubbkarriär
Adepoju lämnade Nigeria 1989 för att spela för Real Madrid Castilla, Real Madrids reservlag. Han flyttade senare till Racing Santander där han nådde stora framgångar på mittfältet. Han sökte sig dock vidare till Real Sociedad, en större klubb, men kom till slut att lämna även den klubben då han hade svårt att få plats i startelvan.
Efter att ha spelat i spanska klubbar i tio år flyttade han till saudiarabiska Al-Ittihad under en säsong innan han återvände till Spanien – den här gången Salamanca. Han blev inte långvarig där heller utan flyttade till turkiska Samsunspor för att följande säsong gå till cypriotiska AEL Limassol som han tog till en andraplats i cypriotiska cupen och en fjärdeplats i ligan. Adepoju gillade dock inte hur saker och ting gick till i turkisk och cypriotisk fotboll och förlängde därför inte kontraktet med klubben – istället hoppades han på bud från spanska eller engelska klubbar. Han spelade under en säsong för spanska CD Cobeña säsongen 2005/2006 och lyckades ta laget upp från Tercera División till Segunda División grupp B. Han lämnade Cobeña efter den säsongen och klubben upplöstes säsongen därefter, 2006/2007, p.g.a. ekonomiska problem.

## Landslaget
Adepoju spelade 54 matcher för Nigerias landslag och gjorde sammanlagt fem mål. Han gjorde debut för landslaget i en landskamp mot Togo i augusti 1990, men fick sitt genombrott först i Afrikanska mästerskapet 1992. Han var även med då Nigeria vann Afrikanska mästerskapet 1994.
Han var även med i laget under VM 1994, 1998 och 2002 (men spelade inga matcher under det sista mästerskapet).

## Fotnoter
1. ↑  ”Adepoju moves on, dreams better days”. NigeriaSports.com. 15 oktober 2004. Arkiverad från originalet den 7 augusti 2007. https://web.archive.org/web/20070807234843/http://nigeriasports.com/1653. Läst 16 januari 2008.